# Flying (Beverly Hills, 90210)
Flying is de twintigste aflevering van het zesde seizoen van het tienerdrama Beverly Hills, 90210, die voor het eerst werd uitgezonden op 7 februari 1996.

## Verhaal
Donna, Clare en Kelly willen een garageverkoop organiseren en zijn druk bezig met plannen. Kelly is er niet bij met haar gedachten en de meiden maken zich zorgen en vragen of ze ziek is, ze zegt dat ze alleen moe is. Valerie komt langs en denkt dat ze zo voelt omdat ze niet aan drugs kan komen. Kelly loopt weg en zoekt Colin op om te vragen of hij nog drugs op zak heeft. Dit vindt hij vreemd omdat ze clean wilde blijven maar geeft het haar toch omdat ze er bijna voor gaat smeken. Donna en Clare maken het huis klaar voor de garageverkoop en vinden dan in een la van Kelly een potje met cocaïne. Ze zijn boos omdat dit een strafbaar feit is en ze spreken haar hiervoor aan. Ze voelt zich in een hinderlaag gelokt en verlaat het huis met de mededeling dat ze bij Colin gaat wonen. Als Brandon hiervan op de hoogte gesteld wordt dan besluit hij Kelly op te zoeken. Hij neemt haar mee in zijn auto en weigert haar terug te brengen totdat zij inziet dat ze verkeerd bezig is. Het lukt haar om de auto af te pakken en ze rijdt terug naar Colins huis.
Valerie krijgt een verrassend telefoontje van Ginger (zie Buffalo Gals), ze vertelt dat ze de volgende dag weer in Los Angeles is en wil haar zien. Valerie heeft hier weinig zin in en zegt dat ze haar niet wil zien en hangt op. De volgende dag is Valerie aan het helpen bij de garageverkoop en dan krijgt ze daar weer een telefoontje van Ginger. Nu zegt ze dat ze in Valerie’s slaapkamer is en wil haar echt zien. Valerie weet niet wat ze met haar aan moet en vraagt David om Ginger naar een hotel te brengen op haar kosten. David vindt dit vreemd maar doet het toch. Valerie zoekt Ginger op en vraagt haar wat de bedoeling is, ze heeft een tape met belastende informatie en wil weer geld namelijk $ 50.000, - en dan gaat ze weer uit Valeries leven. Valerie schrikt van dit bedrag en zegt haar dat ze niet zoveel geld heeft. Later geeft Ginger haar een keus, als ze een nacht met David door mag brengen dan vergeet ze het geld. Valerie staat nu voor een dilemma, geeft ze haar het geld wat ze niet heeft of geeft ze haar David.
Jonathan gaat een verhaal schrijven over dubbeldekkers en nodigt Brandon uit om mee te gaan voor een vliegpresentatie. Brandon heeft hier op het begin geen trek in maar laat zich overhalen door Steve die ook wel mee wil. Ze nodigen ook Joe uit en gaan met zijn vieren naar een vliegveld in de woestijn. Brandon vliegt mee met Jonathan en Joe met een andere piloot en Steve wacht deze beurt af. Brandon en Joe vinden het geweldig en als ze geland zijn dan zakt Joe ineens in elkaar. Iedereen schrikt zich een ongeluk maar hij wordt snel weer wakker en staat weer op. Ze besluiten om naar huis te gaan, Steve stemt teleurgesteld hiermee in. Donna kan nu Joe overhalen om zich toch goed te laten onderzoeken door haar vader.

## Rolverdeling
- Jason Priestley - Brandon Walsh
- Jennie Garth - Kelly Taylor
- Ian Ziering - Steve Sanders
- Brian Austin Green - David Silver
- Tori Spelling - Donna Martin
- Tiffani Thiessen - Valerie Malone
- Joe E. Tata - Nat Bussichio
- Kathleen Robertson - Clare Arnold
- Jason Wiles - Colin Robbins
- Emma Caulfield - Susan Keats
- Cameron Bancroft - Joe Bradley
- Elisa Donovan - Ginger LaMonica
- Carl T. Evans - Jonathan Casten